# Volksdemocratisch Front
Het Volksdemocratisch Front (Roemeens: Frontul Democrației Populare, FDP) was een communistische mantelorganisatie in Roemenië die van 1948 tot november 1968 bestond. De organisatie was vergelijkbaar met het Democratisch Blok in Polen en het Vaderlands Front in Bulgarije. 
De voorgangers van het Volksdemocratisch Front waren het regeringsblok en het Nationaal Democratisch Front (1944-1948) waarin naast de Roemeense Arbeiderspartij (communistische partij), ook andere partijen en organisaties lid van waren die vóór samenwerking met de communisten waren. Een aantal van deze andere partijen en organisaties werden eind jaren 40 "ontmaskerd" als anticommunistisch of reactionaire groepen en verboden. In het in 1948 opgerichte Volksdemocratisch Front zaten - naast de communistische partij - politieke partijen, massaorganisaties en vakbonden die zich hadden neergelegd bij de in november 1947 voltooide communistische machtsovername en de nieuw gestichte Roemeense Volksrepubliek.
De volgende partijen maakten anno 1948 deel uit van het Volksdemocratisch Front:
- Roemeense Arbeiderspartij (vanaf 1965 Roemeense Communistische Partij geheten)
- Ploegersfront (o.l.v. premier Petru Groza)
- Nationale Volkspartij (een communistische partij waarvan o.a. de minister van Informatie, Petre Constantinescu-Iași lid van was)
- Verenigde Werkerspartij (een kleinere communistische partij)
- Hongaarse Volksunie (vertegenwoordiging van de Hongaarse minderheid)

In de jaren '50 verdwenen alle politieke partijen en bleef alleen de Roemeense Arbeiderspartij bestaan evenals de massaorganisaties.
In november 1968 kwam het Front voor Democratische en Socialistische Eenheid voor het Volksdemocratisch Front in de plaats.

## Verkiezingsresultaten
| 1948                | 6.959.936  | 93,2  | 405 / 414 |
| 1952                | 10.187.833 | 100,0 | 428 / 428 |
| 1957                | 11.424.521 | 99,0  | 437 / 437 |
| 1961                | 12.388.787 | 99,8  | 465 / 465 |
| 1965                | 12.834.862 | 99,9  | 465 / 465 |
| Bron: Nohlen et al. |            |       |           |